# Bullet (Marvel Comics)
Buck Cashman conosciuto con il soprannome di Bullet è un mercenario appartenente all'Universo Marvel, ideato da Ann Nocenti e John Romita Jr. nel 1988.

## Storia editoriale
Bullet appare per la prima volta nell'albo 250 della serie a fumetti Daredevil nel gennaio del 1988. Il suo vero nome è stato rivelato molti anni dopo il suo debutto ufficiale all'interno del quarto volume della Official Handbook of the Marvel Universe pubblicato nell'agosto del 2008.

## Altri media
Serie
Nella serie televisiva Disney+ del 2025, Daredevil - Rinascita, Bullet è interpretato dall'attore Arty Froushan e figura come braccio destro armato di Wilson Fisk sia nelle sue attività criminali che nel ruolo di sindaco di New York.